# Horysławice
Horysławice (ukr. Гориславичі) – wieś na Ukrainie, w rejonie jaworowskim (do 2020 roku w rejonie mościskim) obwodu lwowskiego. Wieś liczy 233 mieszkańców.
W II Rzeczypospolitej do 1934 samodzielna gmina jednostkowa. Następnie należała do zbiorowej wiejskiej gminy Hussaków w powiecie mościskim w woj. lwowskim. W latach 1943–1945 nacjonaliści ukraińscy z OUN - UPA zamordowali tutaj 7 Polaków. Po wojnie wieś weszła w struktury administracyjne Związku Radzieckiego.